# Harold Abrahams
Harold Maurice Abrahams CBE (* 15. Dezember 1899 in Bedford; † 14. Januar 1978 in Enfield) war ein britischer Leichtathlet.

## Biografie
Abrahams begann schon früh mit Leichtathletik und zeigte bald sein Talent als Sprinter und Weitspringer. Er studierte an der Universität Cambridge, was ihm einen Startplatz an den Olympischen Spielen 1920 einbrachte. Trainiert wurde er von Sam Mussabini. Abrahams hatte in Antwerpen aber keinen Erfolg. Sowohl über 100 als auch über 200 Meter schied er im Viertelfinale aus; im Weitsprung wurde er lediglich Zwanzigster, mit der 4-mal-100-Meter-Staffel Vierter.

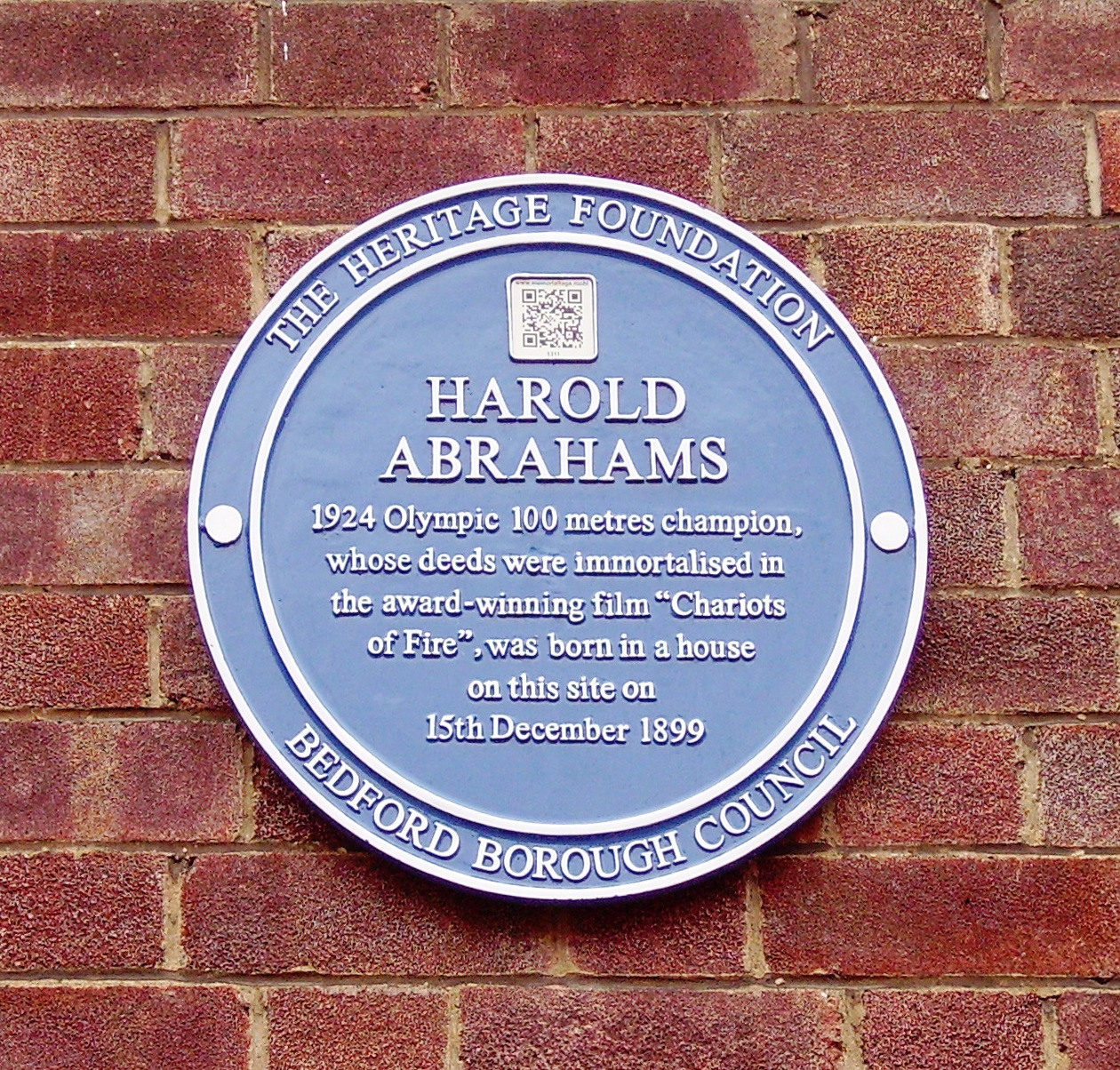
Erinnerungsplakette an Abrahams’ Wohnhaus

Abrahams gewann bei den Olympischen Spielen 1924 in Paris die Goldmedaille im 100-Meter-Lauf, obwohl er nicht zum Favoritenkreis zählte. Außerdem gewann er mit der britischen 4-mal-100-Meter-Staffel die Silbermedaille; über 200 Meter wurde er Sechster. Abrahams´ Weg zu den Olympischen Spielen wurde eindrucksvoll durch den britischen Regisseur Hugh Hudson verfilmt. Der Film Die Stunde des Siegers erhielt 1981 vier Oscars. Abrahams wurde von Ben Cross dargestellt.
Eine Fußverletzung zwang Abrahams 1925 zur Aufgabe seiner Karriere. Er war während mehr als vierzig Jahren Sportjournalist und Radiokommentator bei der BBC. Im Jahr 1981 wurde Harold Abrahams in die International Jewish Sports Hall of Fame aufgenommen.
Am Gebäude an der Stelle seines Geburtshauses wurde von der Heritage Foundation zu Ehren Abrahams´ eine Gedenktafel angebracht.
Sein Bruder war der Begründer der Sportwissenschaft in Großbritannien Adolphe Abrahams.